# HNLMS Koning der Nederlanden
Pour les articles homonymes, voir Koning.
Le HNLMS Koning der Nederlanden (Pays-Bas : Zr.Ms. Koning der Nederlanden) était un cuirassé à coque en fer et tourelle construit au début des années 1870 pour la Marine royale néerlandaise.
Il fut le plus grand navire à servir dans la marine néerlandaise à la fin du XIXe siècle. Le navire a été reconverti à la fin des années 1890 en navire-caserne et stationné à Surabaya aux Indes orientales néerlandaises.
Il a été sabordé à Surabaya le 2 mars 1942, pendant la bataille de Java, pour éviter sa capture par les Japonais.

## Conception
Le Koning der Nederlanden (le monarque des Pays-Bas) a été mis en chantier au Rijkswerf d'Amsterdam et lancé depuis l'arsenal royal. Il a été équipé d'un bélier qui dépassait de 1,2 m de la proue.
C'était un navire à voile gréé en trois-mâts barque avec une superficie de 847 m2 et avec deux moteurs à vapeur Penn and Sons de 4 630 cv alimentés par sept chaudières.
Son artillerie était disposée dans des tourelles en bordée à seulement 3,3 m au-dessus de la ligne de flottaison. Les tourelles étaient manœuvrées par une machine hydraulique.

## Service

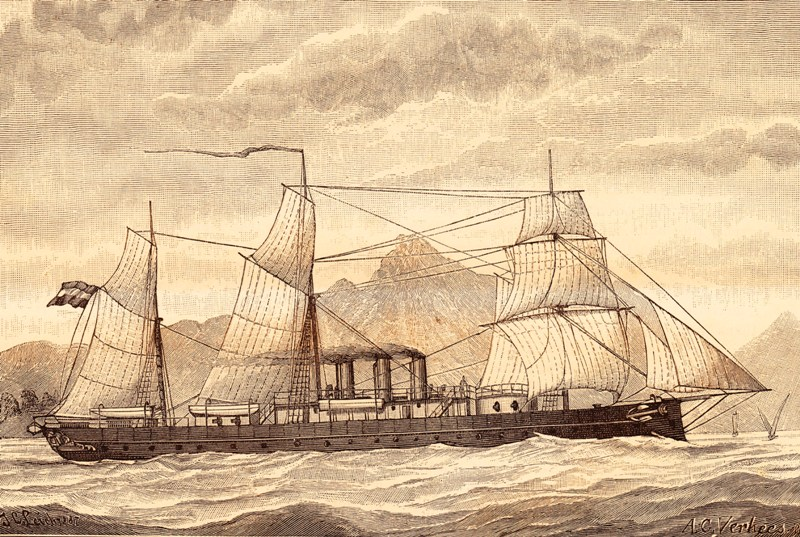
Koning der Nederlanden (1880).

Le 1er avril 1895 le navire est désarmé et devient un navire de garde au port de Surabaya à partir de août 1896. Il garde ses 4 canons de 120 mm et 2 canons de 37 mm.
De 1916 à 1923 il sert de casernement et dépôt pour les sous-mariniers
Au début de la Seconde Guerre mondiale il est toujours en service au port de Surabaya. Le 2 mars 1942 il est incendié et sabordé pour ne pas être capturé par les Japonais lors de la bataille de Java.

## Note et référence
- (en) Cet article est partiellement ou en totalité issu de l’article de Wikipédia en anglais intitulé « HNLMS Koning der Nederlanden » (voir la liste des auteurs).

1. ↑  Canon revolver Hotchkiss de 37 mm